# أندري أيلين
أندري أيلين (بالروسية: Андрей Епифанович Ильин)‏ هو ممثل روسي (وحمل سابقاً جنسية الاتحاد السوفيتي)، ولد في 18 يوليو 1960 بنيجني نوفغورود في روسيا. بدأ مشواره المهني سنة 1979، ومن الجوائز التي نالها وسام الصداقة الروسي.

## جوائز
- وسام الصداقة الروسي

## وصلات خارجية
- أندري أيلين على موقع IMDb (الإنجليزية)
- أندري أيلين على موقع قاعدة بيانات الفيلم (الإنجليزية)
- أندري أيلين على موقع كينوبويسك (الروسية)